# Планирующая подача
Планирующая (тактическая, нацеленная) подача, планер — способ ввода мяча в игру в волейболе. В полёте мяч планирует, поэтому подача и получила такое название. Планирующая подача, как и силовая, может быть верхней (в прыжке) и нижней, прямой и боковой. Нередко выполняется укороченная планирующая подача.

## Техника выполнения
В современном волейболе используются верхние прямая и боковая подачи с планирующей траекторией полета мяча и подача в прыжке.
Нижняя прямая подача выполняется из положения, при котором игрок стоит лицом к сетке, ноги в коленных суставах согнуты, левая выставлена вперед, масса тела переносится на правую стоящую сзади ногу. Пальцы левой, согнутой в локтевом суставе руки поддерживают мяч снизу. Правая рука отводится назад для замаха, мяч подбрасывается вверх-вперед на расстояние вытянутой руки. Удар выполняется встречным движением правой руки снизу-вперед примерно на уровне пояса. Игрок одновременно разгибает правую ногу и переносит массу тела на левую. После удара выполняется сопровождающее движение руки в направлении подачи, ноги и туловище выпрямляются.
Возможные ошибки:
1. Неправильное исходное положение (туловище выпрямлено, ноги прямые).
2. Мяч подброшен слишком близко к туловищу, слишком далеко или слишком высоко от него.
3. Удар по мячу выполнен рукой, согнутой в локтевом суставе.
4. Кисть бьющей руки слишком расслаблена.
Верхняя прямая подача. Из положения лицом к сетке игрок подбрасывает мяч над головой несколько впереди себя, выполняет замах вверх-назад, прогибается и отводит плечо бьющей руки назад-вверх. Удар осуществляется прямой рукой несколько впереди игрока. Верхняя прямая подача имеет два варианта: с вращением мяча - силовая и без вращения - планирующая.
Возможные ошибки:
1. подброс мяча не оптимален по высоте;
2. не точен подброс мяча по месту встречи бьющей руки с мячом ( мяч заброшен за голову, брошен далеко вперед или вправо, влево);
3. не точен удар по мячу (сверху, с боку);
4. незначительна скорость бьющей руки;
5. удар по мячу производится не на оптимальной высоте (к моменту удара по мячу волейболист опускает локоть).
Подающий обычно находится далеко от задней линии, что способствует большему колебанию мяча. Кисть по отношению к предплечью и плечу напряжена, что придаёт мячу ускорение. Для увеличения силы удара подающий слегка сгибает руку, затем подбрасывает мяч перед собой и наносит основанием ладони короткий и резкий удар в центр мяча, не сопровождая его. Вес тела при ударе переносится на впереди стоящую ногу. Мячу не придаётся никакого вращения, траектория его полёта практически параллельна полу. Из-за этого снаряд встречает большое сопротивление воздуха, произвольно изменяя направление полёта, что затрудняет приём подачи.

## Особенности
- минимальное движение ног;
- умеренное или быстрое движение руки;
- короткий подброс.

## Физическое обоснование планирующего эффекта
Есть различные противоречащие друг другу теории, среди которых лидируют две: 
- мяч в момент подачи получает вибрацию, от интенсивности и направления вектора которой зависит траектория;
- объяснение даёт эффект, известный под названием «вихревая дорожка».

Теория о вибрации имеет больше оснований на существование, так как есть люди, умеющие подавать планирующую подачу с неправильной, но заранее оговоренной траекторией. Этот факт сложно объяснить случайным поведением сферы в воздушном пространстве. Нельзя исключать и варианта, что обе теории верны.
В полёте вектор скорости мяча меняет своё направление, так как он всегда направлен по касательной к траектории. Мяч пульсирует под углом к вектору скорости.
Пульсации — это затухающие колебания различной частоты, заключающиеся в попеременном сжатии и расширении снаряда; при этом создаётся разница давлений, усиливающая отклонение мяча от параболической траектории. Характер колебаний зависит от положения ниппеля в момент удара, от его строения. Версия, основанная на смещении центра тяжести, неубедительна, т.к. мяч при этом переворачивается ниппелем вниз, резко снижаясь.
Планирующая подача также сопровождается таким явлением, как стабилизация мяча в пространстве: на мяч действуют силы, препятствующие его вращению. Если в момент подачи придать мячу небольшое стартовое вращение, то планирующий эффект сам останавливает его.  Сила сопротивления пропорциональна амплитуде пульсаций, плотности воздуха, квадрату скорости мяча и коэффициенту сопротивления формы. Этот коэффициент, в свою очередь, пропорционален частоте колебаний. Существуют совсем редкие мастера, умеющие придавать силовой подаче эффект планирования: мяч сильно вращается, но при этом траектория его полёта имеет пульсации.

## Некоторые игроки, набиравшие очки при выполнении планера
- Павел Абрамов

Сделал два эйса в первом финальном матче Открытого чемпионата России 2012/2013 («Урал» — «Белогорье» 2:3)
- Андрей Ащев

Дважды выполнил подачу навылет во втором полуфинальном матче Суперлиги 2012/2013 («Губерния» — «Урал» 1:3)
- Александр Богомолов

Набрал очко на подаче в полуфинале Кубка России 2007 («Ярославич» — «Динамо-Таттрансгаз» 0:3)
- Сергей Гранкин

Выполнил подачу навылет в заключительной игре группового этапа Мировой лиги 2011 (Болгария — Россия 2:3)
- Михайло Митич

Записал на свой счёт два эйса в третьем матче группового этапа Мировой лиги 2012 (Россия — Сербия 3:2)
- Максим Михайлов

Выполнил подачу навылет во встрече группового этапа клубного чемпионата мира 2011 («Зенит-Казань» — «Тринити Вестерн Спартанс» 3:0)
- Семён Полтавский

Набрал очко на подаче в пятой игре группового этапа Лиги чемпионов 2009/2010, в которой московское «Динамо» уступило «Олимпиакосу» (2:3)
- Вадим Хамутцких (завершил карьеру в 2013 году)

Сделал два эйса в первой четвертьфинальной встрече Суперлиги 2010/2011 («Зенит» — «Ярославич» 3:0)
- Тарас Хтей

Набрал два очка на подаче в матче четвёртого раунда Кубка мира 2011 (Япония — Россия 0:3)